# James Harold Mangham
James Harold „Stormy“ Mangham (* 1906; † 1974 bei Luling, Texas) war ein US-amerikanischer Pilot und Besitzer eines Flugplatzes in North Richland Hills, der 1956 durch die Rekordfahrt des von ihm konstruierten Motorrads „Texas Ceegar“ Bekanntheit erlangte.

## Leben
Schon als Jugendlicher fuhr Mangham häufig Motorradrennen, ein vom Vater bezahltes Flugzeug des Typs „Jenny“ sollte ihn von diesem gefährlichen Zeitvertreib abbringen. Mit 21 flog er gewerblich, schleppte Werbebanner für eine Bäckerei, später während der Prohibition Destillen aus und begann 1928 bei Texas Air Transport, dem Vorläufer von American Airlines eine Karriere als Pilot. Er blieb dort bis zum Eintritt in den Ruhestand im Jahr 1966. Der Spitzname „Stormy“ wird teilweise dem Umstand zugeschrieben, dass er als Motorradfahrer immer Staubwolken hinter sich herzog, oder auch seinen Tagen als Luftpostflieger, in denen kein Sturm ihn von einem Start abhalten konnte.

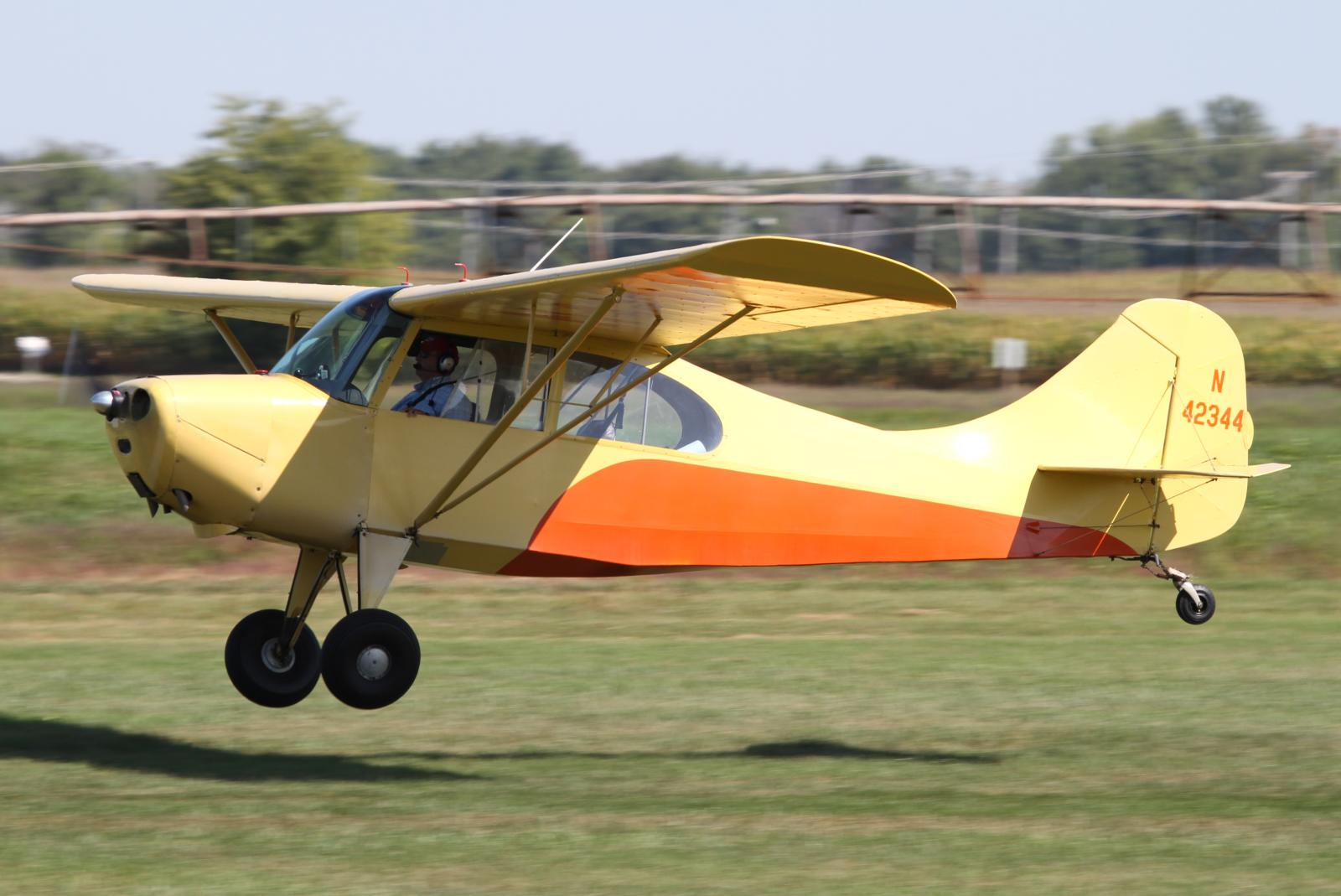
Mangham flog eine Aeronca Champion.

1932 kaufte er Land als Weidefläche für seine Pferde, was auch den nördlichen Teil des späteren „Mangham Airport“ abgab, der mit 1946 erworbenem weiteren Boden groß genug für die von 1954 an erfolgende gewerbliche Nutzung war – sie dauerte bis 1986. Der Flugplatz hatte Hangars für 100 Flugzeuge, von den ursprünglich drei Startbahnen blieb eine, unglücklicherweise mit einer sie kreuzenden Hochspannungsleitung unweit des südlichen Endes. Mangham hatte eine längere Auseinandersetzung mit der Texas Electric Service Company und wollte die Leitungen unter die Erde gebracht haben. Es wird überliefert, dass Mangham, seinem Naturell entsprechend, nach einem hitzigen Telefonat mit seiner Aeronca Champion eine Platzrunde flog und bei der Landung mit dem Spornrad Leitungsdrähte kappte. Für die Stadtentwicklung war erst die Stilllegung des Flugplatzes wichtig, heute erinnert nur noch der „Stormy Plaza“ an die einstige Nutzung des Geländes.
Mangham konstruierte in den 1950er Jahren Rekordmotorräder mit stromlinienförmigen Verkleidungen, worunter die „Texas Ceegar“ mit den Triumph-Motoren des Tuners Jack Wilson besonders erfolgreich war. Auch Harley-Davidson-Motoren kamen zum Einsatz, und 1963 schickte Mangham sich zusammen mit dem Fahrer Johnny Allen an, den absoluten Landgeschwindigkeitsrekord zu brechen. Das Fahrzeug Big John war jedoch unausgereift, der Erfolg blieb aus.
1974 erlitt Mangham während eines Fluges einen Herzanfall, stürzte ab und starb nahe Luling, Texas.